# スノーフォール
スノーフォール（英:Snowfall、2018年2月9日 - 2022年1月11日）は、日本で生産、アイルランドで調教された競走馬である。

## 概要
主な勝ち鞍は2021年オークスステークス、アイリッシュオークス、ヨークシャーオークス。第243回となるイギリスのオークスで2着馬に対して付けた16馬身差は、同競走史上最大の着差であった。2021年カルティエ賞最優秀3歳牝馬。
明け4歳となる2022年1月の休養中に骨盤を骨折し、予後不良のために安楽死処分が取られた。通算14戦5勝。

## 生い立ち
2018年2月9日、日本・安平町のノーザンファームで生産される。
父は、2012年以来スノーフォールの競走馬時代まで連年日本のリーディングサイアーであったサンデーサイレンス産駒ディープインパクト。本馬はその第11世代に当たり、同父の同期には日本ダービーを勝つシャフリヤールなどがいる。
母は、現役時にG3競走ギヴサンクスステークス（芝12ハロン）を勝利したベストインザワールドで、その姉には凱旋門賞やブリーダーズカップターフの勝ち馬ファウンドがいる繁殖牝馬である。この母馬がアイルランドの生産組織クールモアスタッドによって日本へと送られ、同国の種牡馬ディープインパクトと交配されたことで、本馬は生産されることとなった。ヨーロッパで生産者の基準となる母馬所有者はロンコン、チェルストン・アイルランド&ワイナットである。

## 競走馬時代

### 2歳時（2020年）

#### デビュー - 6戦1勝
6月10日、ナヴァン競馬場で行われた未勝利戦（芝5ハロン164ヤード）でシーミー・へファーナンを背にデビューするが、同じオブライエン厩舎のフレネティック、マザーアースに敗れて3着。続く未勝利戦（芝7ハロン）は1番人気に推されるが8着に敗れた。ウェイン・ローダンに乗り替わりとなった7月19日、カラ競馬場での未勝利戦（芝7ハロン）ではゴール前1ハロンで先頭に立ち、2着のシスターロゼッタに半馬身差をつけて優勝。3戦目で初勝利を挙げた。
次いでレパーズタウン競馬場のシルバーフラッシュステークス（G3、7ハロン）で重賞に初挑戦するも、スタートで出遅れて4着に敗れた。中1週でカラ競馬場のデビュタントステークス（G2、7ハロン）に出走、残り2ハロンで先頭に立つが失速し5着。9月13日にカラ競馬場で施行されたモイグレアスタッドステークス（G1、7ハロン）では2番手で競走を進めたが、最終直線で脱落し9着に沈んだ。

#### フィリーズマイル取り違え事件
10月9日、イギリス・ニューマーケット競馬場で施行されたフィリーズマイル（G1、芝8ハロン）に、スノーフォールは僚馬のマザーアースと共に出走した。この競走では、現地スタッフの手違いで両馬のゼッケンと騎乗予定騎手が入れ替わっており、スノーフォールは勝ち馬プリティゴージャスの3位に入線したかと思われていたが、実際に3位入線したのはマザーアースで、スノーフォールは8位入線であった。この件について英国競馬統括機構（BHA）は、実際の入線順（3着マザーアース、8着スノーフォール）として競走を確定させると発表した。オブライエンには7000ポンドの罰金が科された。本馬はこれで重賞を4連戦して全敗となった。
11月にはブリーダーズカップジュヴェナイルフィリーズターフの出走を目標にアメリカへ渡ったが、実績が足りずに補欠となり、結局、同国では出走することなく帰国した。2歳時の本馬は、最終的に7戦1勝という戦績でシーズンを終えることとなった。翌年のオブライエンは、2歳時の本馬について「G1競走を勝つのに相応しい牝馬だと思っていましたが、上手くいかない競走がいくつかありました」と振り返っている。

### 3歳時（2021年）

#### 重賞初勝利 - オークスの16馬身差勝利
2歳時に7戦1勝の成績を残したスノーフォールは、年明け初戦として5月のミュージドラステークス（G3、芝10ハロン56ヤード）に出走。単勝15倍の4番人気に支持された。競走では、早めに先頭に立つと最後まで後続を寄せ付けず、2着に入った1番人気ヌーンスターに対して3馬身3/4差を付けて優勝した。これによって本馬は重賞初制覇となった。
2021年6月4日、ミュージドラステークスを勝ったスノーフォールは、続いて雨中の稍重馬場となるエプソム競馬場で施行された第243回オークスステークス（G1、芝12ハロン6ヤード）に出走。14頭立てで、イリデッサを半姉に持つ1000ギニー4着のクールモア所有馬サンタバーバラが1番人気となり、本馬は3番人気の支持に留まった。ライアン・ムーア騎手はサンタバーバラの方に騎乗したため、出走馬中でバリードイルの2番手であった本馬にはランフランコ・デットーリ騎手が配された。
競走では、リステッド競走プリティーポリーステークスの勝ち馬ミステリーエンジェルが逃げる展開で、本馬は後方の4番手、5番手に控えて追走。直線に入って馬場の良い外ラチ沿いに馬群が寄ったなか、残り2ハロンからスノーフォールはミステリーエンジェルに並び掛け、デットーリに追い出されると先頭に立った本馬が一方的に差を広げることになり、最後は本馬が2着に逃げ粘ったミステリーエンジェルに対して16馬身差の大差を付けて優勝した。
デットーリによれば「まるで熱したナイフでバターを切ったように易々と」差を広げて達成されたこの16馬身という着差は、1983年にサンプリンセスが達成した12馬身という記録を更新する同競走の最大着差であった。加えて、1947年の2000ギニーにおけるテューダーミンストレル（8馬身）、1981年のダービーにおけるシャーガー（10馬身）、1954年のセントレジャーにおけるネヴァーセイダイ（12馬身）などの記録を上回るものであり、単純な目測によって着差が測られていたために正確性に疑義がある時代では1859年の1000ギニーでマヨネーズが達成した20馬身という記録が存在するものの、本馬によるこの16馬身こそが実際のイギリスクラシック競走史上最大着差であるという可能性もある結果であった。
日本産馬およびディープインパクト産駒によるイギリスのクラシック競走勝利は、2018年の2000ギニーを勝ったサクソンウォリアーに続く2例目で、所謂エプソムクラシックの勝利に限れば初めてのことであった。エイダン・オブライエン調教師は、イギリスクラシック競走の40勝を達成し、これまでヴィクトリア朝のジョン・スコットが保持していた最多記録に並んだ。デットーリ騎手は、フレッド・アーチャーと並ぶイギリスクラシック競走の21勝を達成し、競走後、「これまで多くのクラシックを勝ってきましたが、これほど楽々と勝ったことはありません」と本馬を高評価した。公式レーティングとして与えられた120ポンドは、21世紀に入ってからの英国競馬統括機構におけるオークスに対する評価としては2017年のエネイブル（122）と2020年のラブ（122）の両馬に次ぐものであった。
オブライエンはスノーフォールの目標としてアイリッシュオークスのほか、7月のキングジョージ6世&クイーンエリザベスステークス、10月の凱旋門賞などを示唆した。ブックメーカー各社による凱旋門賞の前売りでは、本馬は僚馬ラブに替わって1番人気へと浮上した。

#### アイリッシュオークス
オークスを記録的な16馬身差で制したスノーフォールは、次いで7月17日、カラ競馬場で施行された第127回アイリッシュオークス（G1、芝12ハロン）にライアン・ムーア鞍上で出走。8頭立てのなかで単勝オッズ1.28倍の圧倒的な1番人気に支持された。競走では、本馬は中団の内を折り合って追走し、最終直線で進出を開始、残り2ハロン辺りで先頭に立つと、差を広げる一方の競馬となり、2着の僚馬ディヴァインリーに対して8馬身1/2差を付けて優勝した。
この8馬身1/2という着差は、1905年にブレイクスタウンが達成した10馬身差の記録に次ぐ同競走史上2位の大差であった。また、これによって本馬は、2017年のエネイブル以来史上15頭目となるイギリス・アイルランドのオークス競走両制覇を達成した。この単勝の払戻は同競走では1988年のディミヌエンドによる単勝1.22倍以来となる低さ。日本産馬によるアイルランドクラシック競走の勝利は史上初であった。
これによってムーアは2010年のスノーフェアリー以来のアイリッシュオークス勝利となった。競走後、ムーアは「ハイクラスな牝馬です。とても乗りやすく、レースを知っています」と述べた。オブライエンにとっては2016年のセブンスヘブン以来6度目の同競走勝利。オブライエンは「血統、スタミナ、スピードとすべて兼ね備えたアンビリーバブルな牝馬です」と本馬を高評価し、前走のオークスは道悪だったものの、本来は良馬場の方が良いだろうと思っていたという旨を述べた。

#### ヨークシャーオークス
二か国のオークス競走をともに圧勝した3歳馬スノーフォールは、8月19日、ヨーク競馬場で施行されたヨークシャーオークス（G1、芝11ハロン188ヤード）に出走し、ここでは初めての古馬との対戦となった。本馬が1番人気となり、ロワイヤリュー賞およびブリティッシュチャンピオンズフィリーズ&メアズステークスを含む重賞4連勝中の4歳牝馬ワンダフルトゥナイトが2番人気で対抗馬と目された。競走では、道中を後方2番手で進み、直線に入って先行したワンダフルトゥナイトを交わして先頭に立つと、最後は最後方から追い込んできたアルバフローラに対して4馬身差を付けて優勝した。
これによってスノーフォールはG1競走を3連勝とし、ミュージドラステークスからの4連勝を達成するとともに、ヨーロッパで「オークス」と名の付く主要三大競走を完全制覇する結果となった。勝ちタイムは2分26秒61で、これは、稍重馬場ながらレコードに1秒強近い計時であり、前年優勝馬のラヴのタイムより4秒70、前々年優勝馬のエネイブルより3秒29速いものであった。オブライエンは本馬について「落ち着きがでていますし、フィジカル面でも本当に力強くなっていますね」と心身の成長を評価した。公式レーティングは120ポンドに据え置かれ、オークス、アイリッシュオークス、ヨークシャーオークスの圧勝が全て同等であるとの評価が下された。

#### 3連敗
古馬戦のヨークシャーオークスを制したスノーフォールの今後は、凱旋門賞に直行するか、凱旋門賞と同じコースのヴェルメイユ賞や、また登録していたアイリッシュチャンピオンステークス、メイトロンステークスなどの前哨戦を使うかが候補となった。9月12日、本馬はパリロンシャン競馬場で施行されたヴェルメイユ賞（G1、芝2400メートル）に出走し、単勝1.3倍の1番人気に支持された。ムーアがカラ競馬場の開催で騎乗することになったため、鞍上はデットーリとなった。追い込み脚質の本馬のために、同厩舎からラジョコンダが先導役として出走した。発走すると、道中の本馬は7頭立ての5番手に控えて競走を進行。終盤では上がり600メートル最速となる34秒16で追い上げたが、先行したティオーナに差し届かず2着に敗れた。騎乗したデットーリは位置取りが後ろ過ぎた、道中のペースが遅く上がり勝負の展開になってしまったという2点を敗因として挙げた。ラジョコンダの鞍上ホリー・ドイルは、結果的にラビット役を果たし切れなかったことで、批判の対象となった。この敗戦によって、本馬は凱旋門賞前売り1番人気の立場を失った。この2着によるレーティングは111ポンドで、これは、これまでの3戦で記録した自己最高の120ポンドよりも9ポンド低かった。 
10月3日、オークス以来目標としていた凱旋門賞に出走。ムーアを鞍上にタルナワ、ハリケーンレーン、アダイヤーに続く単勝6.1倍の4番人気に支持され、競走では道中は後方で待機し、直線伸びを見せるも勝ち馬トルカータータッソの6着に敗戦した。この6着によるレーティングは114ポンドと評価された。
その後、凱旋門賞から中1週の間隔で転戦し、10月16日のブリティッシュチャンピオンズデー開催における牝馬限定戦であるブリティッシュチャンピオンズフィリーズ&メアズステークス（G1、芝11ハロン211ヤード）に出走したスノーフォールは、ここで単勝オッズ1.73倍の1番人気という圧倒的な支持を受けた。競走では、直線の半ばで伸びかけたが粘りを欠き、勝ち馬のエシャーダ及び短アタマ差2着のアルバフローラ両馬の前に3着に敗れた。勝ち馬エシャーダに対する見地からすれば、スノーフォールは、自身がヨークシャーオークスで37馬身差の7着に破った相手に巻き返される結果となった。本馬はシーズン後半を3連敗として3歳時を終えた。

#### 最優秀3歳牝馬とレーティング
2021年にオークス、アイリッシュオークス、ヨークシャーオークスとG1競走を3勝したスノーフォールは、11月10日に発表されたヨーロッパの年度代表表彰であるカルティエ賞で、最優秀3歳牝馬を受賞した。日本産馬による同賞の受賞は史上初であった。アイルランドの年度代表表彰であるHRI賞では、年度代表馬候補にノミネートされた。
スノーフォールの英国競馬統括機構によるレーティングは、最終的に120から118ポンドに引き下げられた。一方、2021年度ワールドベストレースホースランキングのレーティングは、オークス1着、アイリッシュオークス1着およびヨークシャオークス1着の3戦を評価対象として120ポンドで確定し、同年の世界36位タイに格付けされた。このレーティングは、ヨーロッパ調教の3歳馬の中では同年7位タイ、3歳牝馬としては同年世界1位の評価であった。

### 4歳（2022年）

#### 死亡
ブリティッシュチャンピオンズフィリーズ&メアズステークス以降は休養に入っていたが、年が明けた2022年1月11日、骨盤の故障により安楽死処分となったことが伝えられた。オブライエン調教師によると事故が起きたのは数週間前、厩務スタッフが餌を与えた一時間後に見回りに行ったところ馬房内で立てずにいるところを発見され、その後骨盤の骨折が判明したという。獣医による治療の甲斐なく状態が悪化してしまい、安楽死の処置がなされた。4歳没。繁殖牝馬としてのスノーフォールをセントマークスバシリカと配合させる展望もこれまでに示唆していたオブライエンは、「競馬、そして繁殖の観点からも、ここにいるすべての人にとって大きな喪失です。彼女はそれほどまでに格別の牝馬だったのです」と述べた。

## 競走成績
以下の情報は、BHA、Racing Post、JRA-VAN ver.World、その他表中に示す出典による。
| 競走日 | 競走日 | 競馬場           | 競走名               | 格 | 頭 数 | 馬 番 | 人気         | 着順 | 騎手         | 距離馬場        | タイム  | 着差      | 1着馬（2着馬）     | 出典          |
| ------ | ------ | ---------------- | -------------------- | -- | ----- | ----- | ------------ | ---- | ------------ | --------------- | ------- | --------- | ------------------ | ------------- |
| 2020.  | 06.10  | ナヴァン         | 未勝利戦             |    | 14    | 14    | 04.50（2人） | 3着  | S.ヘファナン | 芝5f164y（良）  | -       | 3馬身3/4  | Frenetic           |               |
|        | 06.28  | カラ             | 未勝利戦             |    | 9     | 9     | 01.57（1人） | 8着  | S.ヘファナン | 芝7f（稍）      | -       | 9馬身1/2  | Aunty Bridy        |               |
|        | 07.19  | カラ             | 未勝利戦             |    | 10    | 9     | 01.62（1人） | 1着  | W.ローダン   | 芝7f（稍）      | 1:27.31 | -1/2馬身  | （Sister Rosetta） |               |
|        | 08.06  | レパーズタウン   | シルバーフラッシュS  | G3 | 8     | 9     | 04.00（2人） | 4着  | W.ローダン   | 芝7f（良）      | -       | 5馬身     | Shale              |               |
|        | 08.22  | カラ             | デビュタントS        | G2 | 8     | 8     | 08.00（5人） | 5着  | W.ローダン   | 芝7f（重）      | -       | 11馬身1/2 | Pretty Gorgeous    |               |
|        | 09.13  | カラ             | モイグレアスタッドS  | G1 | 13    | 10    | 26.00（7人） | 9着  | W.ローダン   | 芝7f（良）      | -       | 10馬身    | Shale              |               |
|        | 10.09  | ニューマーケット | フィリーズマイル     | G1 | 10    | 5     | 51.00（8人） | 8着  | W.ビュイック | 芝8f（重）      | 1:41.48 | 12馬身    | Pretty Gorgeous    |               |
| 2021.  | 05.12  | ヨーク           | ミュージドラS        | G3 | 7     | 7     | 15.00（4人） | 1着  | R.ムーア     | 芝10f56y（稍）  | 2:15.18 | -3馬身3/4 | （Noon Star）      |               |
|        | 06.04  | エプソム         | オークスS            | G1 | 14    | 10    | 06.50（3人） | 1着  | L.デットーリ | 芝12f6y（稍）   | 2:42.67 | -16馬身   | （Mystery Angel）  |               |
|        | 07.18  | カラ             | アイリッシュオークス | G1 | 8     | 7     | 01.29（1人） | 1着  | R.ムーア     | 芝12f（稍）     | 2:34.36 | -8馬身1/2 | （Divinely）       |               |
|        | 08.20  | ヨーク           | ヨークシャーオークス | G1 | 7     | 7     | 01.53（1人） | 1着  | R.ムーア     | 芝11f188y（良） | 2:26.61 | -4馬身    | （Albaflora）      |               |
|        | 09.12  | ロンシャン       | ヴェルメイユ賞       | G1 | 7     | 2     | 01.30（1人） | 2着  | L.デットーリ | 芝2400m（良）   | 2:32.22 | 1馬身1/2  | Teona              | [ 49 ] [ 70 ] |
|        | 10.03  | ロンシャン       | 凱旋門賞             | G1 | 14    | 15    | 06.10（4人） | 6着  | R.ムーア     | 芝2400m（重）   | 2:38.44 | 4馬身3/4  | Torquator Tasso    | [ 56 ] [ 71 ] |
|        | 10.16  | アスコット       | 英チャンピオンズF&MS | G1 | 8     | 8     | 01.73（1人） | 3着  | R.ムーア     | 芝11f211y（稍） | 2:34.73 | 3馬身1/2  | Eshaada            |               |

## 競走馬としての評価

### 4連勝とその前後の不振
スノーフォールは、2歳時に7戦1勝、3歳時の5月から8月までの間に4戦4勝、3歳時の9月から10月までの間に3戦0勝という成績を残した。レーシングポスト紙のスティーヴ・デニスは、ミュージドラステークスを足掛かりにして、エネイブルと同様のオークスステークス、アイリッシュオークス、ヨークシャーオークス3競走の勝利を達成したスノーフォールを高く評価し、特に16馬身差の大差で圧勝したオークスについてはアラジ、セクレタリアト、フランケルの名を挙げて言及した。他方、本馬が2歳時に残した成績については「クラシックを勝てるとは到底思えなかった」ものであるとした。また、3歳時の後半の成績も「スノーフォール（降雪）は3歳の秋には溶けてしまった」という形容で総評し、スローペースのヴェルメイユ賞で敗れたことで連勝中のスノーフォールにあった「無敵の雰囲気」は失われ、大目標の凱旋門賞でトルカータータッソの6着に敗れた時、本馬は「凡庸ではないものの、もはや非凡ではなかった」と評価した。

### 日本産馬として
スノーフォールは、日本生産牧場リーディングのノーザンファームで生まれ、日本リーディングサイアーのディープインパクトを父に持つ日本産馬である。秋山響によれば、本馬はG1競走の3連勝によって、父であるディープインパクトの名を世界に広めた。秋山は、日本の雑誌『優駿』における「2021年海外競馬の10大ニュース」の第3位として、「日本産馬スノーフォール」のヨーロッパにおける活躍を紹介している。本城雅人は、日本中央競馬会による第100回凱旋門賞の馬券売り上げが同競走で過去最高を記録したことを踏まえて、ここには「日本」で一括りにできた出走馬が4頭いたとし、日本調教馬として遠征したクロノジェネシスおよびディープボンド、松島正昭共同所有および武豊騎乗のブルームの3頭に加えて、日本の生産者たちがその成り立ちに関わっているスノーフォールの存在を指摘している。

## 血統表
| スノーフォールの血統                                 | スノーフォールの血統                                   | スノーフォールの血統  | （血統表の出典）      | （血統表の出典） |
| 父系                                                 | サンデーサイレンス系                                   | サンデーサイレンス系  | サンデーサイレンス系  |                  |
| 父 ディープインパクト 2002 鹿毛                      | 父の父*サンデーサイレンス Sunday Silence 1986 青鹿毛   | Halo                  | Hail to Reason        | Hail to Reason   |
| 父 ディープインパクト 2002 鹿毛                      | 父の父*サンデーサイレンス Sunday Silence 1986 青鹿毛   | Halo                  | Cosmah                |                  |
| 父 ディープインパクト 2002 鹿毛                      | 父の父*サンデーサイレンス Sunday Silence 1986 青鹿毛   | Wishing Well          | Understanding         | Understanding    |
| 父 ディープインパクト 2002 鹿毛                      | 父の父*サンデーサイレンス Sunday Silence 1986 青鹿毛   | Wishing Well          | Mountain Flower       |                  |
| 父 ディープインパクト 2002 鹿毛                      | 父の母*ウインドインハーヘア Wind in Her Hair 1991 鹿毛 | Alzao                 | Lyphard               | Lyphard          |
| 父 ディープインパクト 2002 鹿毛                      | 父の母*ウインドインハーヘア Wind in Her Hair 1991 鹿毛 | Alzao                 | Lady Rebecca          |                  |
| 父 ディープインパクト 2002 鹿毛                      | 父の母*ウインドインハーヘア Wind in Her Hair 1991 鹿毛 | Burghclere            | Busted                | Busted           |
| 父 ディープインパクト 2002 鹿毛                      | 父の母*ウインドインハーヘア Wind in Her Hair 1991 鹿毛 | Burghclere            | Highclere             |                  |
| 母 *ベストインザワールド Best In The World 2013 鹿毛 | 母の父Galileo 1998                                     | Sadler's Wells        | Northern Dancer       | Northern Dancer  |
| 母 *ベストインザワールド Best In The World 2013 鹿毛 | 母の父Galileo 1998                                     | Sadler's Wells        | Fairy Bridge          |                  |
| 母 *ベストインザワールド Best In The World 2013 鹿毛 | 母の父Galileo 1998                                     | Urban Sea             | Miswaki               | Miswaki          |
| 母 *ベストインザワールド Best In The World 2013 鹿毛 | 母の父Galileo 1998                                     | Urban Sea             | Allegretta            |                  |
| 母 *ベストインザワールド Best In The World 2013 鹿毛 | 母の母Red Evie 2003                                    | Intikhab              | Red Ransom            | Red Ransom       |
| 母 *ベストインザワールド Best In The World 2013 鹿毛 | 母の母Red Evie 2003                                    | Intikhab              | Crafty Example        |                  |
| 母 *ベストインザワールド Best In The World 2013 鹿毛 | 母の母Red Evie 2003                                    | Malafemmena           | Nordico               | Nordico          |
| 母 *ベストインザワールド Best In The World 2013 鹿毛 | 母の母Red Evie 2003                                    | Malafemmena           | Martinova             |                  |
| 母系(F-No.)                                          | (FN:1-m)                                               | (FN:1-m)              | (FN:1-m)              | [ § 2 ]          |
| 5代内の近親交配                                      | Northern Dancer 5×4･5                                  | Northern Dancer 5×4･5 | Northern Dancer 5×4･5 | [ § 3 ]          |
| 出典                                                 | 1. 2. 3.                                               | 1. 2. 3.              | 1. 2. 3.              | 1. 2. 3.         |